# Zenaida
Zenaida är ett släkte med fåglar i familjen duvor inom ordningen duvfåglar med sju arter som förekommer från södra Kanada till norra Chile och Galápagosöarna:
- Peruduva (Z. meloda)
- Vitvingad duva (Z. asiatica)
- Socorroduva (Z. graysoni)
- Spetsstjärtad duva (Z. macroura)
- Zenaidaduva (Z. aurita)
- Galápagosduva (Z. galapagoensis)
- Öronduva (Z. auriculata)